# 헬륨-5
헬륨-5(Helium-5)는 헬륨의 동위원소 중의 하나이다. 양성자 2개와 중성자 3개로 구성된 불안정한 헬륨의 동위원소다.